# Законодавчі збори Франції (1791—1792)
Законодавчі збори (фр. Assemblée nationale législative) — представницька установа з законодавчою владою, встановлена у Франції конституцією 1791 року. Збори пришли на заміну Національним установчим зборам 1789—1791.
Цим зборам, що складали єдину палату і містили 745 членів, обраних на два роки, конституція давала право видавати закони (з відстрочкою вето короля), вотувати податки, визначати кількість сухопутних та морських сил, оголошувати війну, ратифікувати мирні і комерційні трактати і порушувати через верховний суд справи проти міністрів, які самі не могли бути членами законодавчих зборів. Уся історія законодавчих зборів полягала в їхній боротьбі з Людовиком XVI.

## Історія
Національні установчі збори 1789—1791 років саморозпустилися 30 вересня 1791 року. Згідно з позицією Робесп'єра жоден член Національних установчих зборів не мав права бути в складі Законодавчих зборів. Законодавчі збори працювали згідно з положеннями ліберальної конституції 1791 року. Попередні збори залишили наступниці порожню казну, недисципліновану армію та флот, і величезні внутрішні потрясіння.

## Вибори у Законодавчі збори
Незважаючи на обмежене виборче право, вибори 1791 року привели в законодавчу владу, можливо, навіть волею меншості країни, осіб, які бажали продовжувати революцію надалі. Чільне місце серед законотворців займали члени клубу якобінців і його прихильників по усій Франції.
Вперше Законодавчі збори зустрілись 1 жовтня 1791 року. Складалися вони з 745 членів, і як стверджували деякі історики, вони були в основному вихідцями середнього класу, хоча ця думка не вважається загальноприйнятою. Члени зборів в більшості були молодими і недосвідченими, і оскільки, жоден з них не брав участі в зборах національного масштабу, їм в значній степені не вистачало політичного досвіду. Вони, як правило, були людьми, що зробили політичну кар'єру у місцевій політиці.
Праві у Законодавчих зборах (бажано розглядати як помірно правих, так як справді праві — «монархісти» не були членами зборів) становили 165 осіб із фельянів, що керувалися головним чином особами ззовні, що унеможливлювало переобрання уже обраних членів Законодавчих зборів. Ліві, домінуюча частина Законодавчих зборів, складалась із 330 якобінців, які в подальшому стали відоміші як
жирондисти. Ліві відкрито проголошували антиемігрантські та антиклерикальні погляди. Також вони, хоча і не відкрито, виступали за створення республіки. Ці погляди підтримувалися більшістю непривілейованого класу в Парижі і усій Франції. Решта членів, близько 250 осіб, в основному не належали до жодної партії.

## Прийняті рішення
27 серпня 1791 року Пильницька декларація загрожувала Франції нападом сусідньої Австрії та Пруссії. І хоча в оточенні короля Людовика XVI так само як і в кулуарах Законодавчих зборів не боялися війни, і навіть виступали за неї, все ж такі погляди призвели в квітні 1792 року до першої французької революційної війни.
У перші дні Законодавчих зборів, король наклав вето на їхні доволі радикальні закони, зокрема на:
- Законодавство про боротьбу з емігрантами, прийнята 9 листопада 1791 року.
- Виконання положень Цивільного устрою духовенства: 29 листопада 1791 року збори постановили, що кожен священнослужитель мав прийняти громадянську присягу упродовж вісьми днів, із можливістю втратити пенсії у випадку відмови. Король наклав вето на цю постанову.

Законодавчі збори, які складались у більшості із якобінців, усунули короля від розгляду законопроєктів. У цей момент Франція впала в хаос. Новий антимонархічний уряд не мав законодавчих основ і спирався лише на громадську думку. Відповідно, довготривалість існування такого уряду була під загрозою.
Законодавчі збори проіснували майже рік (з 1 жовтня 1791 по 21 вересня 1792) і поступилися місцем національному конвенту.